# شيغه-رو تامورا (صحفي)
شيغه-رو تامورا (باليابانية: 田村茂؛ بالكانا: たむら しげる) هو صحفي ومصور ياباني، ولد في 28 فبراير 1909 في سابورو في اليابان، وتوفي في 16 ديسمبر 1987.